# Colette Bodelot
Colette Bodelot est professeure émérite de langue et littérature latines à l'université Clermont-Auvergne et membre de l'Academia Europaea. Elle est une spécialiste de syntaxe latine, en particulier de la subordination complétive et de l'interrogation indirecte.

## Biographie
Colette Bodelot est née à Differdange, au Luxembourg. Elle est de nationalité luxembourgeoise. Après des études de lettres classiques à l'université Paris-Sorbonne (Paris IV), elle enseigne au Lycée Hubert-Clément à Esch-sur-Alzette (Luxembourg). En 1982, elle soutient sa thèse de doctorat de 3e cycle à l'Université Paris-Sorbonne (Paris IV), thèse qui paraît en 1987 sous le titre de L'interrogation indirecte en latin. Syntaxe-valeur illocutoire-formes. Son directeur de thèse est Guy Serbat. De 1995 à 2000, Colette Bodelot est maître de conférences à l'université Nancy-II. En 1998, elle soutient à l'université Paris-Sorbonne (Paris IV) son habilitation à diriger des recherches sur La subordination complétive en latin (garante : Jacqueline Dangel). Ce travail est publié en 2000 sous le titre de Espaces fonctionnels de la subordination complétive en latin. Étude morpho-syntaxique et sémantico-énonciative.
La même année, Colette Bodelot est nommée professeure de langue et littérature latines à l'université Blaise-Pascal,, qui fusionne en 2017 avec l'université d'Auvergne sous le nom d'université Clermont-Auvergne. Colette Bodelot enseigne également comme professeure associée au Centre universitaire à Luxembourg, devenu Université du Luxembourg en 2003. En 2013, Colette Bodelot est élue à l’Academia Europaea, fondée en 1988 à Cambridge, avec siège à Londres.

## Monographies et ouvrages collectifs (sélection)
- L'interrogation indirecte en latin. Syntaxe - Valeur illocutoire - Formes, "Bibliothèque de l'Information Grammaticale", Paris, Société pour l'Information Grammaticale, 1987. Verlag Peeters, 1987 (147 p.).
- Termes introducteurs et modes dans l'interrogation indirecte en latin de Plaute à Juvénal, "Bibliothèque de Vita Latina", Avignon, Aubanel, 1990 (151 p.).
- Espaces fonctionnels de la subordination complétive en latin. Étude morpho-syntaxique et sémantico-énonciative, "Bibliothèque d'Études Classiques 18", Louvain - Paris, Peeters, 2000 (294 p.).
- Grammaire fondamentale du latin. Tome X : Les propositions complétives en latin. C. Bodelot (éd.), "Bibliothèque d'Études Classiques 35", Louvain-Paris-Dudley, MA, Peeters, 2003 (VII-800 p.).
- Anaphore, cataphore et corrélation en latin. C. Bodelot (éd.), "Collection ERGA 6", Clermont-Ferrand, Presses universitaires Blaise Pascal, 2004 (190 p.).
- Éléments 'asyntaxiques' ou hors structure dans l'énoncé latin. C. Bodelot (éd.), "Collection ERGA 9", Clermont-Ferrand, Presses universitaires Blaise Pascal, 2007 (250 p.).
- Morphologie, syntaxe et sémantique des subordonnants. C. Bodelot, H. Gruet-Skrabalova, F. Trouilleux (éds), Clermont-Ferrand, Presses universitaires Blaise Pascal, 2013 (524 p.).
- Langue parlée / langue écrite, du latin au français: un clivage dans l'histoire de la langue? M. Blasco, C. Bodelot (éds). Langages, 208, 2017 (132 p.).
- Invitation au thème latin. Latine reddere, par Colette Bodelot, Mauro Lasagna, Anna Orlandini, Michel Poirier, "Collection Kubaba", Paris, L'Harmattan, 2018 (182 p.).
- Les constructions à verbe support en latin. C. Bodelot, O. Spevak (éds.), "Cahiers du LRL 7", Clermont-Ferrand, Presses universitaires Blaise Pascal, 2018 (250 p.).